# Eva Garden
Eva Garden (* 1. März 1952; † 19. April 1988) war eine deutsche Schauspielerin.

## Leben
Ab 1971 erschien Eva Garden in unterschiedlichen Filmproduktionen. Sie etablierte sich vorwiegend im erotischen Genre, übernahm aber auch Nebenrollen in einigen  Filmkomödien, Krimis und Abenteuerfilmen.

## Filmografie
- 1971: Der neue heiße Report: Was Männer nicht für möglich halten
- 1972: Zum zweiten Frühstück: Heiße Liebe
- 1972: Jungfrauen-Report
- 1972: Gelobt sei, was hart macht
- 1972: Hausfrauen-Report 3
- 1972: Der Pfaffenspiegel (Quando le donne si chiamavano 'Madonne')
- 1972: Die liebestollen Apothekerstöchter
- 1972: Immer Ärger mit Hochwürden
- 1972: Der Todesrächer von Soho
- 1972: Dr. M schlägt zu
- 1973: Das Mädchen von Hongkong
- 1973: Das Wandern ist Herrn Müllers Lust
- 1973: Schloß Hubertus
- 1973: Schwarzwaldfahrt aus Liebeskummer
- 1973: Es knallt – und die Engel singen
- 1974: Zwei Rebläuse auf dem Weg zur Loreley
- 1974: Auf der Alm da gibt’s koa Sünd
- 1974: Münchner Geschichten: Dreiviertelreife
- 1975: Heirat auf Befehl (Fernsehfilm)
- 1978: Das Sex-Abitur